# Ya Ya Twist
Singles de Johnny Hallyday
Viens danser le twist
(1961) I Got a Woman
(1962)
Ya Ya Twist est l'adaptation française, par Lucien Morisse et Georges Aber, de la chanson Ya Ya du chanteur de rhythm and blues américain Lee Dorsey (7e place au Billboard Hot 100 en octobre 1961).
Ya Ya Twist est interprétée par la chanteuse britannique Petula Clark et par Johnny Hallyday, leurs versions concurrentes sont diffusées en super 45 tours en février 1962,. La chanson est également, en 1962, enregistrée par le groupe Les Vautours. 
La version de Johnny Hallyday atteint la 1re place en Belgique francophonetandis que celle de Petula Clark, se classe à la 14e place au Royaume-Uni en juillet-août 1962.

## Discographie

### Johnny Hallyday
2 février 1962 :
- 45 tours promotionnel Vogue 372 958[7]
- Super 45 tours PEP Philips 432.739 BE432.739 BE :

Liste des pistes

A1. Retiens la nuit (2:54)
A2. Sam'di soir (3:00)
B1. Ya ya twist (2:27)
B2. La faute au twist (1:50),,
9 février 1962 :
- 33 tours 25cm Philips B 76.547 R (édition mono), 840.929 BZ (édition stéréo)[10] Retiens la nuit

## Classements

### Version de Johnny Hallyday
| Chart (1962)                            | Peak position |
| --------------------------------------- | ------------- |
| Belgique (Wallonie Ultratop 50 Singles) | 1             |

### Version de Petula Clark
| Classement (1962)              | Meilleure position |
| ------------------------------ | ------------------ |
| Royaume-Uni (UK Singles Chart) | 14                 |

## Reprise
En 2007, Sylvie Vartan reprend Ya Ya Twist sur son album Nouvelle Vague.